# Navet (Redon)
Navet est une peinture à l'huile sur carton réalisée par le peintre Français Odilon Redon vers 1875. Elle a été attribuée en 1984 au Musée d'Orsay à Paris et est déposée depuis 2017 au MUba Eugène-Leroy de Tourcoing.  

## Description et analyse
Alors qu'il a peu exploré le genre de la nature morte, Odilon Redon peint vers 1875 un navet violet et blanc et sa fane verte, en gros plan, posé sur une table. On devine à gauche une paysanne de dos. Le navet est le vrai personnage de l'histoire dont le corps renvoie de façon amusante par la rondeur et la blancheur à la coiffe de la femme.

## Exposition
Le tableau est exposé dans le cadre de l'exposition Les Choses. Une histoire de la nature morte au musée du Louvre du 12 octobre 2022 au 23 janvier 2023, parmi les œuvres de l'espace nommé « La vie simple ».